# Manuel Danvila
Manuel Danvila y Collado (Valencia, 31 de diciembre de 1830-Málaga, 21 de febrero de 1906) fue un abogado, historiador y político español, ministro de Gobernación durante la regencia de María Cristina de Habsburgo-Lorena.

## Biografía
Tras estudiar Derecho en Valencia y doctorarse en Madrid, ejerció la abogacía en su ciudad natal, donde inició su carrera política en el seno del Partido Moderado, formación política con la que participaría en las elecciones de 1867 obteniendo un escaño de diputado por la circunscripción de Valencia, distinguiéndose en el Congreso como jurista y orador elocuente. En 1874 pasó a militar en el Partido Conservador con el que volvería a obtener acta de diputado por Valencia en las elecciones de 1876 y 1879 y, tras no obtenerlo en el siguiente proceso electoral, en los comicios convocados entre 1884 y 1891. En 1893 fue elegido senador por la Sociedad Económica de Madrid, en 1896 por Valencia y en 1897 sería nombrado senador vitalicio.
Fue ministro de Gobernación entre el 30 de noviembre y el 11 de diciembre de 1892, en un gabinete presidido por Cánovas del Castillo.
Autor prolífico tanto en temas jurídicos como históricos, fue académico de la Historia (1884). Como jurista destaca en obras como  El libro del propietario  (1862) o El contrato de arrendamiento y el juicio de desahucio  (1867), y como historiador en títulos como  El poder civil en España , La Germanía de Valencia (1884) e  Historia crítica y documentada de las Comunidades de Castilla (1897-1900), y una biografía y estudio general del reinado de Carlos III.
Su hijo, Alfonso Danvila, fue un diplomático e historiador de gran valía.